# La Ciénega, Hidalgo
La Ciénega är en ort i Mexiko.   Den ligger i kommunen La Misión och delstaten Hidalgo, i den sydöstra delen av landet, 180 km norr om huvudstaden Mexico City. La Ciénega ligger 1 278 meter över havet och antalet invånare är 267.
Terrängen runt La Ciénega är bergig åt sydost, men åt nordväst är den kuperad. Terrängen runt La Ciénega sluttar österut. Runt La Ciénega är det ganska glesbefolkat, med 39 invånare per kvadratkilometer. Närmaste större samhälle är Jacala, 15,1 km väster om La Ciénega. I omgivningarna runt La Ciénega växer i huvudsak blandskog.